# اچ‌ام‌اس ادونچر (ام۲۳)
اچ‌ام‌اس ادونچر (ام۲۳) (به انگلیسی: HMS Adventure (M23)) یک کشتی بود که طول آن ۵۰۰ فوت (۱۵۲٫۴ متر) بود. این کشتی در سال ۱۹۲۴ ساخته شد.